# Šumski slon
Afrički šumski slon (lat. Loxodonta cyclotis) jedna je od dvije vrste afričkog slona (Loxodonta).

## Opis
Šumski slon je s 2,40 m visine u ramenima znatno manji od svog rođaka iz savane. Kao što mu ime govori, živi u džungli i ima značajnu ulogu u širenju sjemenja i održavanju raznolikosti biljnog svijeta u svom okruženju. Pravo stanište su mu tropske kišne šume, između ostalog u Zairu, Kamerunu i Srednjoafričkoj Republici.

## Taksonomija
Tradicionalno je ova vrsta bila smatrana podvrstom afričkog savanskog slona (Loxodonta africana). Zasebnost vrste afričkog šumskog slona je dugo bila sporna pa se čak i danas povremeno osporava.
Lovci na veliku divljač i domaće stanovništvo povremeno izvještavaju o susretima s još manjom vrstom slonova koja je 1906. opisana pod imenom patuljasti slon (Loxodonta pumilio), ali ju službena zoologija ne priznaje kao zasebnu vrstu. Moglo bi se raditi o jednoj podvrsti šumskog slona. Suvremena kriptozoologija ulaže napore da se dokaže postojanje tih životinja. Postoji teorija, da je kod ovih patuljastih slonova riječ o zakržljalim jedinkama šumskih slonova koji su još kao mladunčad bili odvojeni od majke i matičnog krda i uspjeli preživjeti u zaštiti šume. S obzirom na to da u čitavom životinjskom svijetu nema takvih slučajeva (ili bar nisu poznati), tu bi tezu trebalo tek dokazati.

## Ugroženost i zaštita
Afrički šumski i savanski slon bili su dugo smatrani istom vrstom i ta je vrsta bila smatrana osjetljivom. Obje vrste su meta krivolova koji je na vrhuncu bio 2011. godine, ali i dalje nastavlja biti prijetnjom. Druga velika prijetnja je preobrazba prirodnih staništa u poljoprivredna zemljišta. Na mjestima gdje je lov bolje zakonom reguliran i gdje se iskorištavanje zemlje odvija više planski, vide se stabilizirajući trendovi populacije slonova.
2021. godine vrste su prvi put samostalno procijenjene te se afrički šumski slon našao na Crvenom Popisu IUCN-a kao kritično ugrožena vrsta. Analize 161 različitog lokaliteta prirodnog staništa pokazale su pad populacije od 80% kroz posljednje tri generacije (93 godine). Pad nije ujednačen; neke podpopulacije su stabilne ili čak i u porastu, dok se druge ubrzano smanjuju ili čak u potpunosti nestaju.